# Bahnstrecke Schaftlach–Marienstein
| |                      |                                      |                                      |
| Streckenlänge: | 4,45 km              |                                      |                                      |
| Spurweite: | 1435 mm (Normalspur) |                                      |                                      |
| |                      |                                      |                                      |
| \| \| \| von München \| \| \| \| 0,00 \| Abzweigstelle \| Abzweigstelle \| \| \| \| nach Lenggries \| \| \| \| 0,05 \| „Mariensteiner Bahnhof“ \| „Mariensteiner Bahnhof“ \| \| \| 0,10 \| Anschluss Einzelwagen-Ladungsverkehr \| Anschluss Einzelwagen-Ladungsverkehr \| \| \| 0,15 \| Schaftlach, Brunnenweg \| Schaftlach, Brunnenweg \| \| \| 0,80 \| Point, Schaftlacher Straße \| Point, Schaftlacher Straße \| \| \| 1,45 \| Bundesstraße 472 \| Bundesstraße 472 \| \| \| 1,90 \| Staatsstraße 2365 \| Staatsstraße 2365 \| \| \| 2,00 \| Ladegleis Zement-Auslieferungslager \| Ladegleis Zement-Auslieferungslager \| \| \| 3,70 \| Marienstein, Paul-Deuringer-Weg \| Marienstein, Paul-Deuringer-Weg \| \| \| 3,75 \| Festenbach \| Festenbach \| \| \| 3,90 \| Marienstein, Paul-Deuringer-Weg \| Marienstein, Paul-Deuringer-Weg \| \| \| 3,95 \| Festenbach \| Festenbach \| \| \| 4,05 \| Marienstein, Karl-Lechner-Weg \| Marienstein, Karl-Lechner-Weg \| \| \| 4,45 \| Bergwerk Marienstein \| Bergwerk Marienstein \| |                      |                                      |                                      |
| Strecke |                      | von München                          | von München                          |
| ehemalige Blockstelle | 0,00                 | Abzweigstelle                        | Abzweigstelle                        |
| Abzweig ehemals geradeaus und nach rechts |                      | nach Lenggries                       | nach Lenggries                       |
| Dienststation / Betriebs- oder Güterbahnhof (Strecke außer Betrieb) | 0,05                 | „Mariensteiner Bahnhof“              | „Mariensteiner Bahnhof“              |
| Abzweig geradeaus und nach rechts (Strecke außer Betrieb) | 0,10                 | Anschluss Einzelwagen-Ladungsverkehr | Anschluss Einzelwagen-Ladungsverkehr |
| Bahnübergang (Strecke außer Betrieb) | 0,15                 | Schaftlach, Brunnenweg               | Schaftlach, Brunnenweg               |
| Bahnübergang (Strecke außer Betrieb) | 0,80                 | Point, Schaftlacher Straße           | Point, Schaftlacher Straße           |
| Bahnübergang (Strecke außer Betrieb) | 1,45                 | Bundesstraße 472                     | Bundesstraße 472                     |
| Bahnübergang (Strecke außer Betrieb) | 1,90                 | Staatsstraße 2365                    | Staatsstraße 2365                    |
| Dienststation / Betriebs- oder Güterbahnhof (Strecke außer Betrieb) | 2,00                 | Ladegleis Zement-Auslieferungslager  | Ladegleis Zement-Auslieferungslager  |
| Bahnübergang (Strecke außer Betrieb) | 3,70                 | Marienstein, Paul-Deuringer-Weg      | Marienstein, Paul-Deuringer-Weg      |
| Brücke über Wasserlauf (Strecke außer Betrieb) | 3,75                 | Festenbach                           | Festenbach                           |
| Bahnübergang (Strecke außer Betrieb) | 3,90                 | Marienstein, Paul-Deuringer-Weg      | Marienstein, Paul-Deuringer-Weg      |
| Brücke über Wasserlauf (Strecke außer Betrieb) | 3,95                 | Festenbach                           | Festenbach                           |
| Bahnübergang (Strecke außer Betrieb) | 4,05                 | Marienstein, Karl-Lechner-Weg        | Marienstein, Karl-Lechner-Weg        |
| Betriebs-/Güterbahnhof Streckenende (Strecke außer Betrieb) | 4,45                 | Bergwerk Marienstein                 | Bergwerk Marienstein                 |

Die Bahnstrecke Schaftlach–Marienstein war eine eingleisige, nicht elektrifizierte, 4,45 Kilometer lange Anschlussbahn in Oberbayern. Sie zweigte südlich des Bahnhofes Schaftlach am Brunnenweg von der Bahnstrecke München–Lenggries ab und führte zum Bergwerk Marienstein sowie zum benachbarten Portlandzementwerk.

## Geschichte
Zum Anschluss des Zement- und Kohlebergwerkes in Marienstein an das Eisenbahnnetz wurde 1891 eine ausschließlich dem Güterverkehr dienende Strecke geplant und ausgeführt. Das Bergwerk wurde am 31. März 1962 stillgelegt und die Anlagen in der Folge abgerissen. Der Bahnbetrieb wurde 1965 eingestellt. Das Gelände mit dem Bahndamm in Marienstein, Alter Sportplatz wurde 1989 für ein neues Siedlungsgebiet aufgefüllt. Das Kalk- und Zementwerk wurde 1998 geschlossen.

## Bahnhöfe und Ladegleis
In Schaftlach am „Mariensteiner Bahnhof“ (heute: Gewerbegebiet Brunnenweg) befand sich östlich der Bahnstrecke München-Lenggries ein dreigleisiger Übergabebahnhof. In der westlichen Siedlung von Hauserdörfl war ein Ladegleis für ein Zement-Auslieferungslager eingerichtet (heute: Am Kalklager). Der Endbahnhof verfügte über ausgedehnte Gleisanlagen für das Kohlebergwerk und das Zementwerk mit Lade-, Abstell- und Rangiergleisen sowie einem Lokomotivschuppen für die Werkslokomotiven.

## Werklokomotiven
Im Laufe ihrer Existenz wurden auf der Anschlussbahn insgesamt drei Lokomotiven eingesetzt, die alle an Portland-Zement Marienstein als Betreiber der Bahn geliefert wurden:
- Seit Betriebsaufnahme am 30. November 1891 wurde eine zweiachsige Dampflokomotive der Münchener Lokomotivfabrik Krauss, Fabrik-Nr. 2338, 110 PS mit dem Namen Marienstein bis mindestens 1933/34 eingesetzt. Vermutlich war sie auch die in den Quellen bis zur Stilllegung 1965 genannte zweite vorgehaltene Dampflokomotive. Ihr Verbleib ist unbekannt.
- Seit 1905 war eine dreiachsige, mit der württembergischen T3 baugleiche, Nassdampflokomotive der Maschinenfabrik Esslingen (ME Fabrik-Nr. 3349, Typ T3LW) als Marienstein 2 im Einsatz. Vor 1934 wurde sie von Handbremse (Auslieferungszustand) auf Druckluftbremse umgebaut. Zwischen 1934 und 1955 erhielt der Führerstand zusätzliche Seitenfenster. Die Maschine wurde 1963/64 an einen Schrotthandel in Otterfing abgegeben.
- In den 1950er Jahren wurde schließlich eine Diesel-Kleinlok V8 der Ruhrthaler Maschinenfabrik mit 80 PS angeschafft. Diese wurde am 9. Dezember 1966 abtransportiert und in geänderter Lackierung im Kraftwerk Hausham eingesetzt. Der weitere Verbleib ist nicht bekannt.

## Unfall
Am 9. Juli 1955 kollidierte am Bahnübergang bei Waakirchen-Point ein mit der Marienstein 2 bespannter Zug mit einem leeren Tanklastzug. Dabei entgleiste der Zug und der LKW stürzte um.

## Heutige Situation
Stand August 2024 ist die Bahntrasse im Bereich Waakirchen-Hauserdörfl überbaut und der Bahndamm unmittelbar südlich davon zurückgebaut. Die übrigen Bereiche sind noch gut zu erkennen und begehbar bzw. mit dem Fahrrad befahrbar. Zwischen dem ehemaligen Bahnhof in Schaftlach und Point sind noch Holzschwellen und weiter Richtung Siedlung Hauserdörfl noch Gleise vorhanden. Innerhalb von Marienstein sind noch etliche Brückenwiderlager erkennbar. Die ehemalige Trasse zeichnet sich im Ort noch durch die gegenüber der Straße zurückliegenden Grundstücksgrenzen ab.

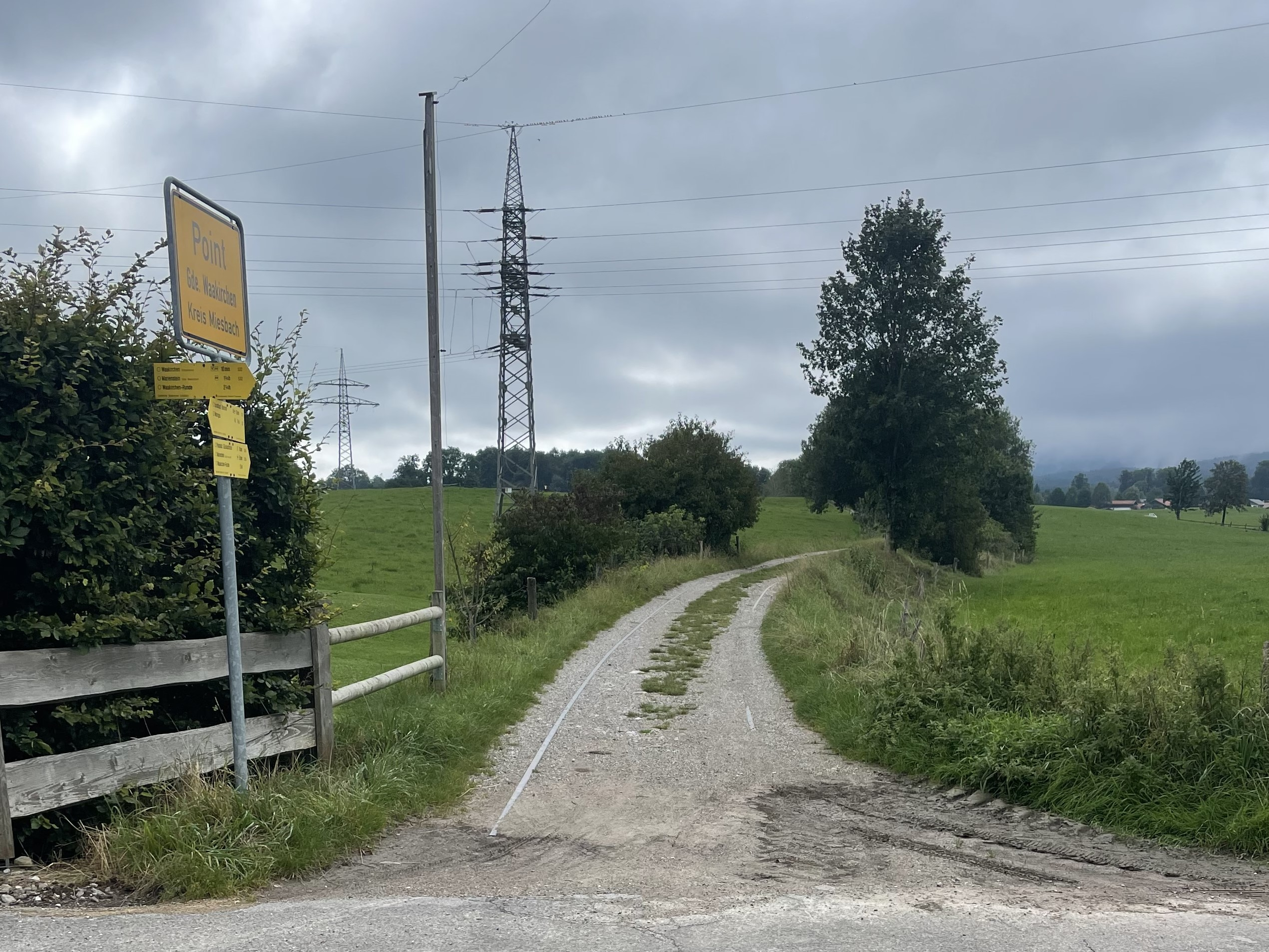
Gleisreste südlich des ehemaligen Bahnübergangs Point, Schaftlacher Straße (2024)